# Amour et Vagues
Pour plus de détails, voir Fiche technique et Distribution.
Amour et Vagues (Έρως και κύματα, Eros kai kimata) est un film grec réalisé par Dimítrios Gaziádis et sorti en 1928.
Le film fut un très gros succès commercial pour l'époque, avec plus de 40 000 entrées à Athènes seulement. Il fut cependant très mal reçu par la critique.
Avec Le Port des larmes de 1929, Amour et vagues fixa des façons de filmer, principalement pour le mélodrame, qui devinrent des règles dans les décennies suivantes (dont les lents mouvements de caméra pour accentuer l'émotion). Ils firent aussi faire leurs débuts aux acteurs qui allaient dominer la profession jusqu'après la seconde Guerre mondiale, comme Oréstis Láskos ou Vassílis Avlonítis.

## Synopsis
Petros Doukas (Nikos Dendramis), un séducteur athénien est en vacances sur une île de l'Égée. Il tombe amoureux de Rina (Miranda Myrat). Elle est fiancée à un pauvre pêcheur. Quand il apprend qu'elle est courtisée par Doukas, il la quitte. Le scandale fait jaser sur l'île. Cependant, Rina n'avait rien fait de mal : le quiproquo est résolu et les deux amoureux se retrouvent.

## Fiche technique
- Titre : Amour et Vagues
- Titre original : Έρως και κύματα (Eros kai kimata)
- Réalisation : Dimítrios Gaziádis
- Scénario : Dimítrios Gaziádis et Dimitris Karachalios
- Direction artistique :
- Décors :
- Costumes :
- Photographie : Mihalis Gaziádis
- Son : Dimitris Rodios
- Montage :
- Musique :
- Société(s) de production : Dag-Film
- Pays d'origine :  Grèce
- Langue : grec
- Format :  Noir et blanc muet
- Genre : Drame
- Durée :
- Dates de sortie : janvier 1928

## Distribution
- Nikos Dendramis
- Dimitris Tsachiris
- Miranda Myrat
- Oréstis Láskos
- Dimítris Tsakíris